# Jarl Bring
Jarl Bring, född den 8 mars 1896 i Helsingborg, död den 30 juni 1985 i Stockholm, var en svensk sjömilitär.
Bring avlade studentexamen 1914 och marinintendentexamen 1918. Han blev marinunderintendent sistnämnda år, marinintendent av andra graden 1920 och marinintendent av första graden 1930. Bring var registrator och aktuarie vid marinstaben 1922–1926, intendent vid marinstaben 1926–1928 och 1929–1934, stabsintendent hos chefen för kustflottan 1928–1929 samt sekreterare hos stationsbefälhavaren i Karlskrona 1935–1937. Han befordrades till kapten 1937, till kommendörkapten av andra graden 1939, av första graden 1942 och till kommendör 1945. Bring var chef för marinens centrala beklädnadsverkstad 1937–1941, byråchef i marinförvaltningen 1943–1946 samt marinöverintendent 1948–1961 (tillförordnad 1946) och chef för marinförvaltningens intendenturavdelning och marinintendenturkåren 1946–1961. Han invaldes som ledamot av Örlogsmannasällskapet 1936 och av Krigsvetenskapsakademien 1946. Bring blev riddare av Vasaorden 1935 och av Nordstjärneorden 1942 samt kommendör av andra klassen av sistnämnda orden 1949 och kommendör av första klassen 1955. Han vilar på Galärvarvskyrkogården i Stockholm.